# Legnotomyia singularis
Legnotomyia singularis är en tvåvingeart som först beskrevs av Macquart 1846.  Legnotomyia singularis ingår i släktet Legnotomyia och familjen svävflugor. Inga underarter finns listade i Catalogue of Life.